# Пальмова гадюка
Пальмова гадюка (Bothriechis) — рід отруйних змій родини гадюкових. Має 11 видів.

## Опис
Загальна довжина представників цього роду коливається від 60 до 101 см. Спостерігається стаетвий диморфізм — в одних видах самиці більші за самців (Bothriechis nigroviridis, Bothriechis schlegelii), в інших навпаки (Bothriechis aurifer). Голова невелика, широка, очі округлі, зіниці вертикальні. Ростральний щиток має квадратну форму. Тулуб тонкий, хвіст довгий, чіпкий.
Забарвлення жовте, буре, червонувате, коричневе, зелене с темними та світлими плямами. Черево із жовтими візерунками.

## Спосіб життя
Полюбляють дощові тропічні ліси. Усе життя проводять на деревах. Зустрічаються на висоті до 3000 м над рівнем моря. Активні вночі або у присмерку. Харчуються дрібними ссавцями, ящірками та дрібними птахами.
Це яйцеживородні змії. Самиці народжують до 23 дитинчат.

## Розповсюдження
Мешкають від південної Мексики до Венесуели, Еквадора й північного Перу.

## Види
- Bothriechis aurifer
- Bothriechis bicolor
- Bothriechis guifarroi
- Bothriechis lateralis
- Bothriechis marchi
- Bothriechis nigroviridis
- Bothriechis nubestris
- Bothriechis rowleyi
- Bothriechis schlegelii
- Bothriechis supraciliaris
- Bothriechis thalassinus